# Vlag van Midden-Bohemen

Vlag van Midden-Bohemen (ratio 2:3)

De vlag van Midden-Bohemen is, net als alle andere Tsjechische regionale vlaggen (uitgezonderd de vlag van Praag), ingedeeld in vier kwartieren. De vlag is in gebruik sinds 22 november 2001.
Het eerste en het vierde kwartier tonen de leeuw van Bohemen, die ook op het wapen van Tsjechië staat. Het is een zilveren leeuw met een dubbele staart op een rood veld.

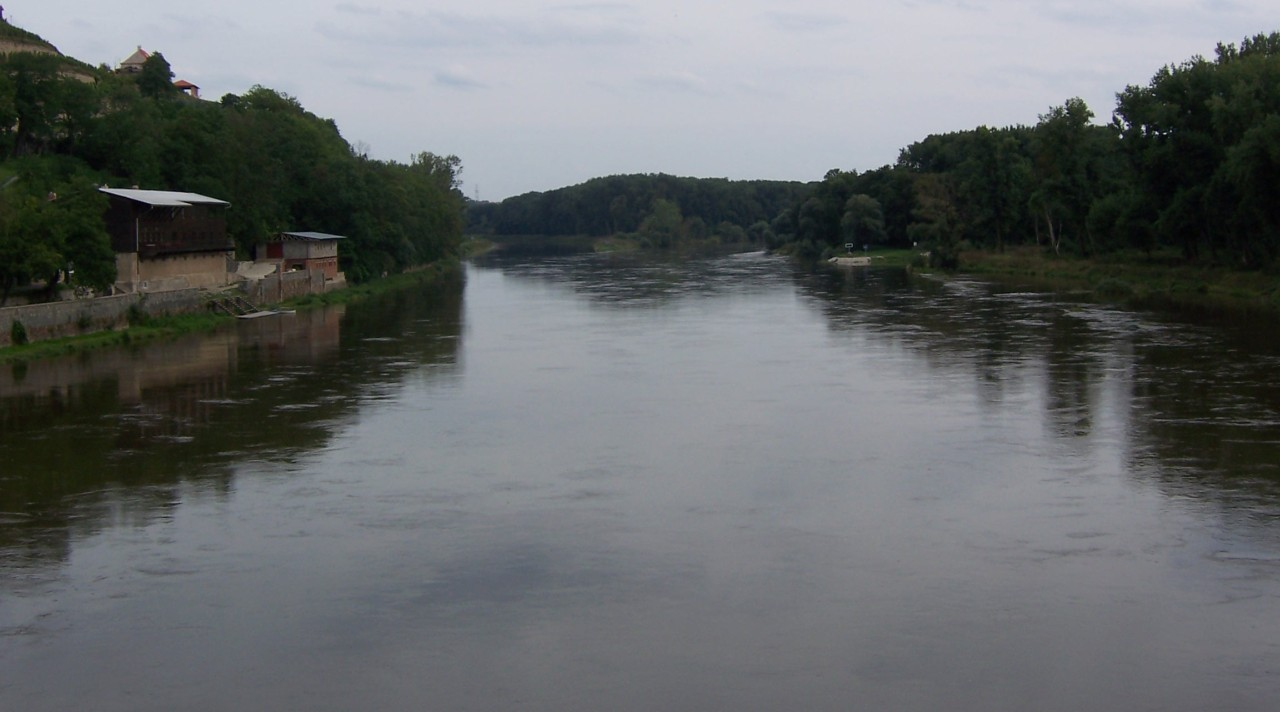
De Moldau stroomt bij Mělník in de Elbe.

Het tweede kwartier toont een zwarte adelaar met een van kruizen voorziene halve maan op zijn borst op een witte achtergrond. Dit is het symbool van de Přemysliden, de dynastie van heersers van Bohemen van de 9e eeuw tot 1306 als hertogen en koningen. De Přemyslid Wenceslaus de Heilige is de beschermheilige van Bohemen en heel Tsjechië.
Het derde kwartier toont twee blauwe golvende lijnen op een witte achtergrond. Deze lijnen symboliseren twee belangrijke Midden-Europese rivieren die door de regio stromen: de Moldau en de Elbe. Bij het Midden-Boheemse Mělník, zo'n 35 kilometer ten noorden van Praag, stroomt de Moldau in de Elbe.